# Atsuta, Nagoya
Atsuta (熱田区 Atsuta-ku) là quận thuộc thành phố Nagoya, tỉnh Aichi, Nhật Bản. Tính đến ngày 1 tháng 10 năm 2020, dân số ước tính của quận là 66.957 người và mật độ dân số là 8.200 người/km2. Tổng diện tích của quận là 8,2 km2.

## Giao thông

### Đường sắt
- JR Central – Tuyến Tōkaidō chính
  - Atsuta
- Meitetsu – Tuyến Nagoya chính – Tuyến Tokoname
  - Kanayama -Jingū-mae
- Tàu điện ngầm đô thị Nagoya – Tuyến Meijō
  - Temma-chō -Jingū-Nishi -Nishi Takakura
- Tàu điện ngầm đô thị Nagoya – Tuyến Meikō
  - Hibino -Rokuban-chō

### Đường bộ
- Quốc lộ 1
- Quốc lộ 19
- Quốc lộ 22
- Quốc lộ 154
- Quốc lộ 19
- Quốc lộ 247